# Charles François de Froulay

Armes des Froulay

Charles François de Froulay (1683, Château de Montflaux à Saint-Denis-de-Gastines) - 21 février 1744, Paris), est un militaire et diplomate français.

## Biographie
En 1693, il est major au régiment de Senneterre dragons, en 1701, mousquetaire de la Garde du Roi, le 21 mai 1702, colonel du régiment de Froulay (1703-1711). En 1703-1704, il participe à la bataille de Flandre. Les collecteurs se plaignent de son comportement en 1711.
En 1711, il est colonel du régiment Royal-Francomtois-Infanterie puis en 1732, ambassadeur à Venise, soutenu par Chauvelin, garde des sceaux et ministre des affaires extérieures ainsi que par son frère Louis Gabriel de Froulay, bailli de l'Ordre de Malte. 

### Mariage et descendance
Il épouse dans la chapelle du château de Bienassis, à Erquy, le 8 février 1712, Marie Anne Sauvaget des Clos, fille de Jean-Baptiste Sauvaget, seigneur des Clos, et de Marie Anne Visdelou de Bienassis .
De ce mariage est issue :
- Renée Caroline Victoire de Froulay, marquise de Créquy.